# 古賀英里奈
古賀 英里奈（こが えりな、2000年11月28日 - ）は、日本の女性声優、歌手。福岡県出身。81プロデュース所属。

## 略歴
幼少期より劇団やテレビCMソングなどで活躍。声優アーティストを目指し音楽塾ヴォイスに通う。
2016年、福岡県で開催された「声優スタジアム2016」で優勝。システムソフト・アルファーのゲーム出演権とノイジークローク監修によるサンプルボイス制作権を受け取った。その後、テレビ東京系列で放送の『THEカラオケ★バトル』に過去2回出場。
2018年12月7日発売、『大乱闘スマッシュブラザーズ SPECIAL』メインテーマ「命の灯火」の日本語版歌唱担当したことが発表され、大きく知名度を上げる。なお、発表された11月28日は、18歳の誕生日であった。
「声優スタジアム2016」で審査員を務めていた坂本英城が歌声に衝撃を受け、いつか自分の仕事で古賀の歌声に合う曲があれば推薦しようと思っていたところへ、『大乱闘スマッシュブラザーズ SPECIAL』でディレクターの桜井政博が求めていたボーカル像に合致したため抜擢された。
2021年12月1日より81プロデュースに所属。

## 人物
- 趣味・特技としてミュージカル鑑賞、ギター弾き語りをそれぞれ挙げている[1]。方言は博多弁[1]。
- 目標とする声優は坂本真綾[6]。
- 「命の灯火」は最初R&B風の歌い方をしていたがディレクターの桜井政博からOKは出ず、「この曲は言葉を直に伝えたいから、素のままの歌い方で歌ってほしい」と指示を受け、現在の歌い方に落ち着いた[4]。
- 『大乱闘スマッシュブラザーズ SPECIAL』は全キャラクター解放済であるが、カービィの操作に慣れているため、他のキャラクターは上手く使えないという[6]。

## 出演
太字はメインキャラクター。

### テレビアニメ
- 【推しの子】（2023年、女子高生）

### 劇場アニメ
- すずめの戸締まり（2022年）

### Webアニメ
- 爆丸エボリューションズ（2022年、少女1）

### ゲーム
- モンスターストライク（2022年、カロン[7]）
- 原神（2023年、スルアシー、メラ、萩原）
- De:Lithe Last Memories（2024年、海東リオン[8]）
- ファミコン探偵倶楽部 笑み男（2024年、生徒B）[9]
- イナズマイレブン 英雄たちのヴィクトリーロード（2024年）[10]
- Last Memories mini（2025年、海東リオン）
- 雀エボライブ（2025年、海東リオン）

### 吹き替え

#### 映画
- きかんしゃトーマス めざせ!夢のチャンピオンカップ（2023年、ニア[11]）
- レオ（2023年、スカイラー）
- きかんしゃトーマス 大冒険!ルックアウトマウンテンとひみつのトンネル（2024年、ニア[12]）
- きかんしゃトーマス ぼくのたいせつなともだち（2025年、ニア[13]）
- KPOPガールズ! デーモン・ハンターズ（2025年）
- きかんしゃトーマス サンタをさがせ! パーシーのクリスマス急行（2025年、ニア[14]）

#### ドラマ
2021年
- 未来の大統領の日記（ベリンダ）

2022年
- Younger/ライザのサバヨミ大作戦（クインの部下）
- 出たとこ勝負!アドリブしまショー（女性美術家）
- 動物園のヒミツ：ノースカロライナ動物園（サリー）
- シスター戦士（エンザ）

2023年
- El Elegido －選ばれし者－ （トゥカ）

#### アニメ
2021年
- ダグの日常（カタツムリ）

2022年
- マッシュマッシュとなかまたち（ミフ）
- スパイディとすごいなかまたち
- せかいは ふしぎで できている!
- きかんしゃトーマス（ニア）

2023年
- バットウィール（ポイズン・アイビー）
- パップストラクション（タンク）

2024年
- タイニー・トゥーンズのハチャメチャ学園（フィフィ）
- プリンセス・パワー（オリバー）
- モーフルとまほうのペット（キリット）
- スパイディとすごいなかまたち（リジー）
- LEGO ピクサー:ブリックトゥーンズ（パール、キャシー）
- アイドルプリンセス★ロリロック（レベッカ）

### CD
- みだらな猫は吐息にとろける（2022年、洋菓子店の客）
- 「おらが町のラジオ体操＜第1＞」（2022年、博多編）
- 拒まない男（2023年、ゆり）
- 気になってる人が男じゃなかった（2024年、ちづる）
- フェロモホリック（2025年、幼少期の獅子雄一世）

### PV
- 直木賞作家×YOASOBI『はじめての』プロジェクトPV（2022年、YouTube）[15]

### ボイスドラマ
- 戦国繚乱美少女伝（2025年、土屋昌次、織田兵C、羽柴秀次、幕府兵G）

### オーディオブック
- ホラー女優が天才子役に転生しました 〜今度こそハリウッドを目指します!〜（2023年、夕顔夏都[16]）
- ピンポンラバー３（2023年、荻原一代　胡桃沢花蓮）
- 先日助けていただいたＮＰＣです ２ ～年上な奴隷エルフの恩返し～（2024年、天玄道ユウ）
- バスタブで暮らす（2024年、幼少期の磯原いさき）
- ミモザの告白２（2025年、轟芽衣子）
- ミモザの告白３（2025年、轟芽衣子）

### ナレーション
- 天下一運動会（2025年、ナレーション）

### 舞台
- 舞台『くちびるに歌を』（2024年、福永ヨウコ）[17]
- きかんしゃトーマス ファミリーミュージカル「ソドー島の1ばんはだれだ」（2025年、ニア 声のみの出演）

### その他コンテンツ
- 大乱闘スマッシュブラザーズSPECIALメインテーマ「命の灯火」日本語版歌唱担当（2018年）
- 81声優フォークソング部（2022年）

## ディスコグラフィ

### キャラクターソング
| 発売日        | 商品名                 | 歌                       | 楽曲                       | 備考                                   |
| ------------- | ---------------------- | ------------------------ | -------------------------- | -------------------------------------- |
| 2024年6月26日 | 見失う自分の声を探して | 海東リオン（古賀英里奈） | 「青いままじゃいられない」 | ゲーム『De:Lithe Last Memories』関連曲 |